# Pavel Beran
Pavel Beran (* 14. června 1993 Holýšov) je český profesionální kulturista soutěžící ve federaci IFBB PRO. Profesionální kartu získal jako nejmladší český kulturista, a to na soutěži EVLS Prague Showdown ve svých 22 letech, kterou suverénně ovládl za podpory fanoušků.[zdroj?]
Pracuje jako fitness trenér a je známý také svojí tvorbou na YouTube, kde lidem předává své zkušenosti z kulturistiky.

## Získané tituly
- 1. místo na Arnold Classic Europe 2016 – v kategorii juniorů
- 1. místo na EVLS Prague Showdown 2016 – v kategorii juniorů
- 1. místo na EVLS Prague Showdown 2016 – v kategorii muži
- 1. místo na EVLS Prague Showdown 2016 – v absolutním pořadí
- 4. místo na EVLS Prague Showdown 2018 – v kategorii PRO OPEN